# Folre (nàutica)
|  | Per a altres significats, vegeu «Folre (desambiguació)». |

Principi d'acoblament de les llates dels antics vaixells grecs amb doble caixa i metxa postissa, assegurada per clavilles de fusta.

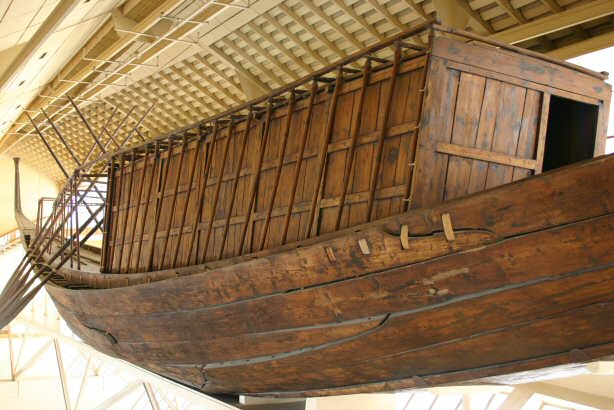
Barca solar de Kheops. Detall de les unions dels caps de tauló del folre.

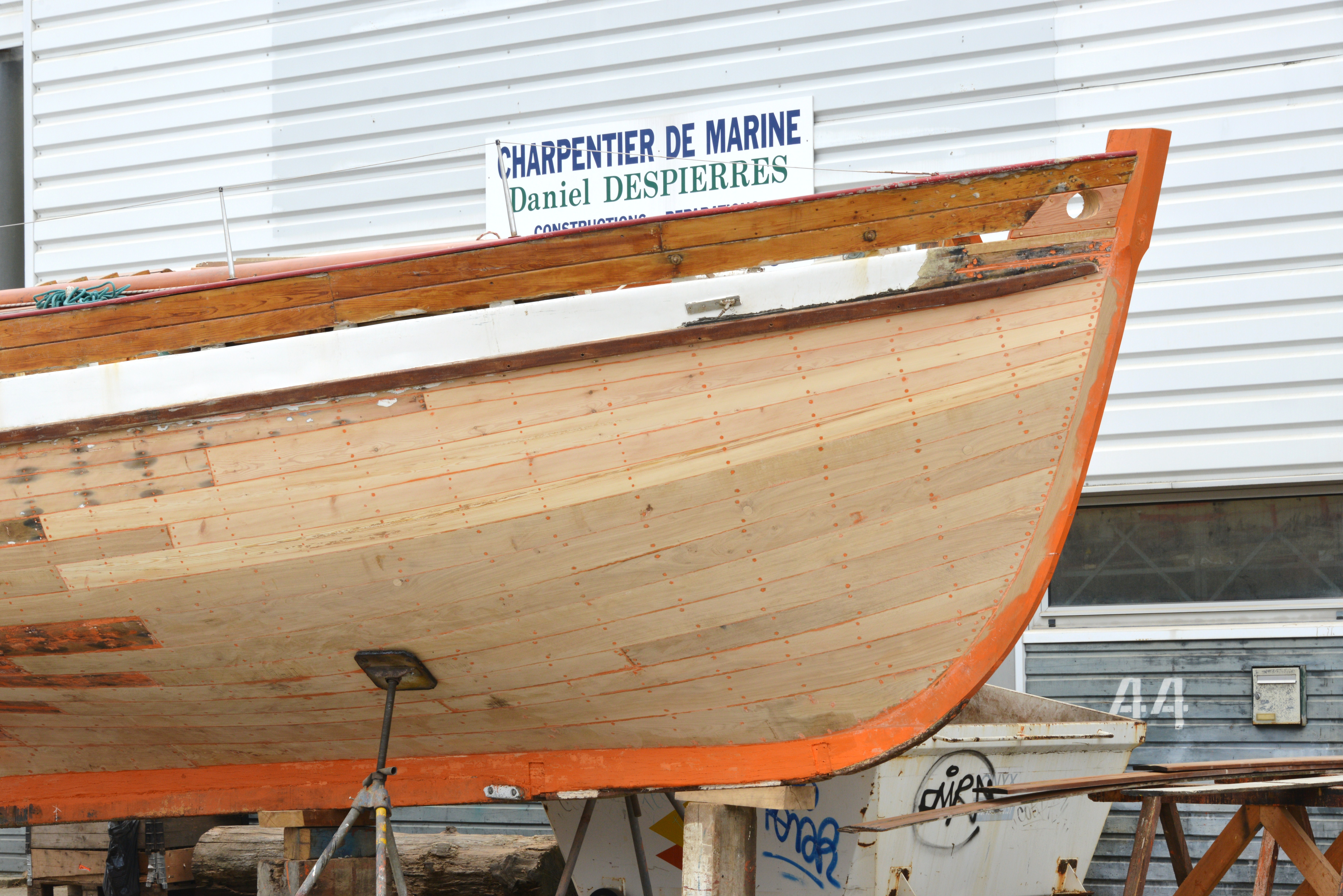
Iot de fusta clàssic en fase de restauració. La manca de pintura permet observar les filades de llates del folre, les costures i altres detalls.

En nàutica, s'anomena  folre  al conjunt de taulons dels vaixells de fusta i de xapes d'acer en els metàl·lics amb què es cobreix l'esquelet del buc, cobertes, mampares, etc..
El folre és, en els vaixells de fusta (tan els més antics com en els tradicionals més moderns), la part exterior del buc. Vist des de fora, el buc d'un vaixell mostra el folre (llevat de la quilla, les rodes i algun altre element). Per tant, la forma d'un buc queda determinada pel folre.
A part de contribuir a la resistència estructural el folre ha de ser estanc i adoptar les formes adequades per a una resistència hidrodinàmica mínima. En el cas dels bucs dels velers les formes han de proporcionar una resistència a la deriva adequada.
En vaixells construïts amb altres materials (xapa metàl·lica, materials compostos o altres) el concepte de folre és similar al descrit per a vaixells de fusta.
El folre exterior i l'interior sobretot constitueixen elements principals de la construcció d'un vaixell no només perquè són elements insubstituïbles de la resistència longitudinal, sinó perquè formen el vas estanc que permet que l'embarcació suri amb seguretat.

## Folres en els vaixells de fusta
La construcció dels vaixells de fusta és molt diferent en funció de les dimensions, de la finalitat de l'embarcació i de l'època de construcció. En cada cas els folres són diferents. A grans trets poden classificar-se els tipus de buc següents:
- vaixells antics
  - en els vaixells antics el folre es construïa primer (amb el sistema d'encadellats fenicis)
  - hi ha sistemes constructius del folre a partir de peces de fusta cosides

Dibuix que mostra la diferència entre buc tinglat (esquerra) i llis (dreta)

- barques petites, amb el folre construït a partir de llates de fusta, primes i flexibles
  - folre llis
  - folre tinglat
- vaixells petits sense coberta
  - folre construït a partir de llates primes o taules més gruixudes
- vaixells petits amb coberta
  - igual que en el cas anterior però afegint la coberta
- vaixells de grans dimensions amb una coberta
  - totes les peces de l'estructura són més gruixudes
  - el folre està construït a partir de taules relativament gruixudes
- vaixells de grans dimensions amb dues o tres cobertes i artilleria a les bandes
  - estructuralment i per la complexitat del conjunt és el cas més complet pel que fa a les diferents peces integrants.
  - el folre també més complex (vegeu apartat següent sobre el folre d'un vaixell de guerra).

Una obra molt important sobre el tema és la de Joan Monjo i Pons. Curso Metódico de arquitectura naval aplicada a la construcción de buques mercantes (1856). A Internet hi ha alguna pàgina web amb dibuixos prou clars.

### Cas especial de monobucs encolats
Amb l'aparició de diverses coles sintètiques (resistents a l'aigua i d'altes prestacions) aparegueren exemples de bucs de fusta amb el folre format per diverses capes de llistons de fusta conformats en fred i encolats.
Hi ha exemples molt notables de vaixells construïts d'acord amb aquesta tècnica.
- Iots de creuer.
  - Creuer Antonisa (123 peus/38 metres), aparellat de sloop. Avarat el 1999.[4]
    - El folre és de tipus sandvitx amb un gruix total de tres polzades. El nucli està format per quatre capes de llates de cedre vermell del Pacífic, amb un gruix de 3/8 de polzada cadascuna (formant 45 graus amb l'horitzontal de forma alternada cada capa). Les cares exteriors són de caoba, amb un gruix de ¾ de polzada cadascuna, amb peces disposades en filades horitzontals.
- Iots de regates.[5]

- Dragamines.[6]
- Bricbarca Tenacious. Avarat el 2002.[7][8]
  - El folre del seu buc de 54 m d'eslora consta de cinc capes de llates de fusta encolades amb resina epoxi:
    - Exterior amb filades horitzontals de proa a popa, de 25 mm de gruix
    - Tres capes internes de 8 mm amb llates a 45 graus. Total 24 mm.
    - Una capa interior amb llates horitzontals de 25 mm de gruix
      - Exteriorment hi ha cinc capes de fibra de vidre per a més seguretat.

### Folres de fusta en sandvitx
Les filades del folre han de ser resistents a la flexió mecànica. Una manera de construir elements resistents a la flexió amb un pes moderat és adoptar la construcció de tipus sandvitx.
Un element resistent en sandvitx consta d'un nucli relativament lleuger amb dues capes exteriors de material més pesant i més resistent. En el cas de la fusta una solució típica és un nucli de fusta de balsa i capes exteriors de caoba.
- Les portes modernes de l'interior de les llars són molt lleugeres perquè están fetes amb el sistema indicat.

## Folre d'un vaixell de guerra dels segles XVII-XIX

### Folre exterior

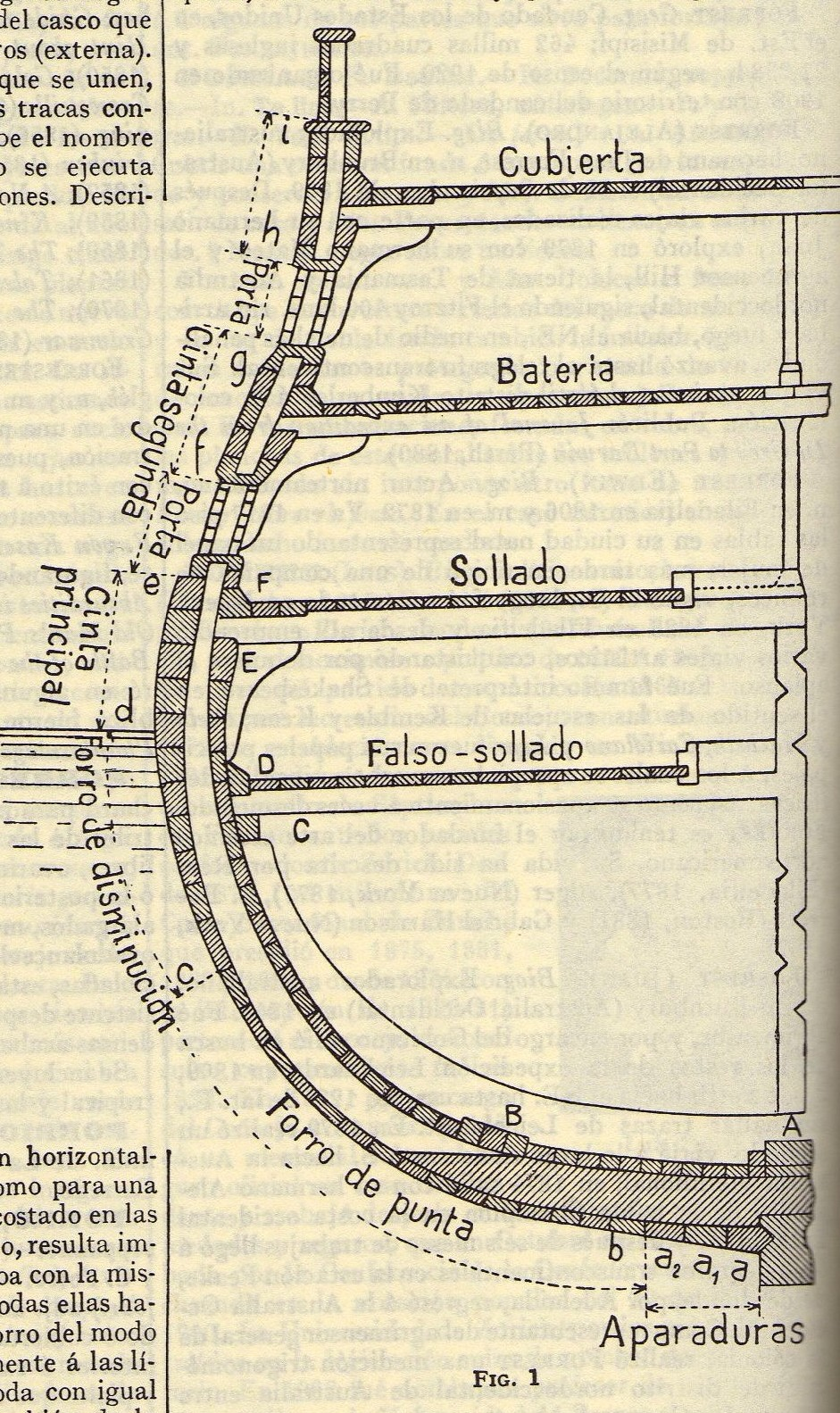
Figura 1.

Està constituït per filades de taulons de major o menor gruix segons la seva importància com a elements resistent del buc. S'apliquen a la superfície exterior reposant sobre les quadernes.
Les filades o traques estan formades per taulons que s'uneixen pels seus extrems als altres de la mateixa filada. Aquests unions poden ser de diferent mena però sempre molt reforçades. Dues traques contigües queden separades per una línia que rep el nom de costura per a calafatar. Això mateix s'executa amb la unió dels límits dels taulons.
El folre d'un dels costats és igual al de l'altre. Està format per les traques de paraia (o filades de paralla), en nombre de tres, que van immediates a la quilla i són de gruixos decreixents. A la figura 1 estan indicades per  a ,  a  1   i  a  2  . A partir d'aquesta última traca, entre la  b  i la  c  (fig. 1) van una sèrie de filades d'igual gruix, que reben el nom de  folre de punt , el gruix oscil·lava de 140 a 150 mm.
A nivell de cada coberta hi ha altres traques que són de major espessor que reben el nom de cintes, unides al folre de punt per unes traques de gruixos decreixents, per la qual cosa es diu  folre de disminució . A les traques altes d'aquest es diuen contra-trancanell s. A les traques de  d  a  e  reben el nom de  cinta principal , i a les compreses ens  f  i  g  i  h  i  i , cintes segona i tercera, respectivament.
A les traques fraccionades per una  porta s'anomenen  folre d'entreportes .
Quant als taulons que componen cadascuna de les traques del folre exterior, que no s'acoblen pels seus extrems, s'han de repetir de manera que en cada dues unions d'ells en dues traques contigües hi hagi una distància horitzontal de 1,5 cm com a mínim. A més, com per a una mateixa fracció d'eslora la superfície de costat a les amures i aletes és menor que al centre, resulta impossible que les traques corrin de popa a proa amb la mateixa amplada ni encara que sigui possible que totes facin aquest recorregut. Per això ha d'instal·lar el folre de la manera següent: les cintes es col·loquen paral·lelament a les línies de les portes, acabant en la roda amb igual amplada. Les aparadures es conserven també de la mateixa amplada. Les traques intermèdies es tracen dividint en el mateix nombre de parts iguals les parts de la quaderna mestra i roda compreses entre la cinta principal i tercera aparadura, sent cada divisió de la quaderna igual a l'ample d'un tauló, les de la roda resultaran menors i les traques es van disminuint progressivament, o de cada dos es fa una, o de cada tres dos. Anàlogament es distribueixen les de popa. En ambdós casos els taulons que se substitueixen reben el nom de tonyines.
La subjecció dels taulons a les quadernes es fa mitjançant perns, claus i clavilles de fusta, col·locats o no en ziga-zaga.

### Folre interior
Com l'exterior, està compost de taulons longitudinals aplicats a la superfície interna de les quadernes. La traca principal d'aquest folre és la sobrequilla, composta de taulons gruixuts acoblats pels seus extrems i lligats als de la quilla per perns.
És una de les peces que més contribueix a la rigidesa longitudinal del buc, per ser la que està més allunyada, amb la quilla, de la fibra neutra. Per tal de produir el mateix efecte van tres traques  B  (fig. 1) anomenades paramitjals, de més gruix que la resta. Entre els pramitjals i la sobrequilla, el folre està format per filades longitudinals.
Per donar suport i sostenir els baus, les traques inferior  C  i superior  D  (fig. 1), entre les que aquells venen a encastar-se, fan un gran escaire i reben respectivament els noms de contoval i trancanill.
Sota el trancanill passa l'altra traca també reforçada en escaire, que s'anomena sobre-dorment. Aquesta estructura es repeteix a cada coberta.
Entre els paramitjals i el contoval el folre està format per filades inclinades a 45 graus en dues direccions igualment inclinades respecte a l'horitzontal, completades per altres peces longitudinals que omplen els espais angulars compresos per les obliqües. L'objectiu és que el folre treballi bé a compressió.
Entre dues cobertes consecutives el folre de la murada està constituït per una traca que va sobre el trancanill, anomenada sobretrancanill o contratrancanill, i les traques interrompudes per les portes.

### Folre de les cobertes
Està constituït per traques de taulons longitudinals, col·locades unes al costat de les altres i separades per les costures que cal calafatar amb estopa i pega negra.
Les traques immediates als trancanells són de major gruix que la resta, i la seva forma és la del contorn de les murades.
El folre així constituït va clavat sobre els baus amb claus sense cabota tapats amb uns taps de fusta.
Els folres de les cobertes, així com els exteriors, han de ser perfectament estancs, per la qual cosa cal calafatar totes les costures amb estopa i pega negra.

### Folre de coure
Per evitar la podridura dels taulons exteriors de l'obra viva, així com per fer més llisa la superfície es folra la carena amb planxes de coure que se subjecten amb claus d'aquest metall, interposant paper d'estrassa o feltre vegetal.

## Folres reblats en els vaixells metàl·lics

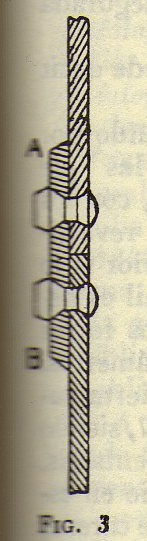
Figura 3.

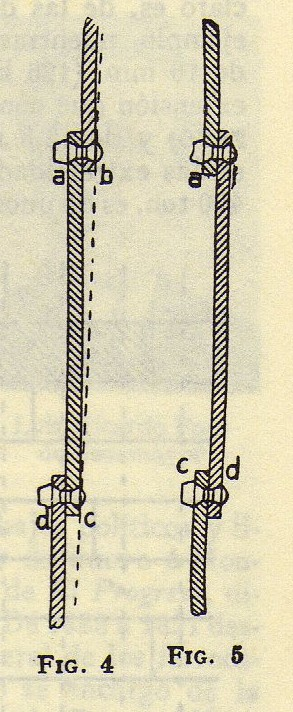
Figures 4 i 5.

Estan constituïts per planxes rectangulars d'acer reblades, segons els casos, a les quadernes, baus o muntants. Quan les majors dimensions de les planxes estan dirigides la mateixa direcció que els membres en què es fixen, s'anomena transversal seva col·locació. Quan la direcció és perpendicular les planxes es disposen per traques transversals o longitudinals.
La unió de les planxes d'una mateixa traca i d'aquestes entre si es pot fer de diverses maneres:
- per testa : les vores de les planxes queden en contacte (fig. 3) i la seva unió s'efectua reblant-los a un tros de planxa anomenat tapajuntes  A   B , que pot anar per les dues cares.
- a folre tinglat : les planxes munten les vores de les unes sobre les altres com indica la figura 4.
- a doble folre tinglat: les planxes van en la disposició que mostra la figura 5.

Els reblons (reblons) es disposen en una o diverses files.
La porció d'una planxa que munta sobre una altra es diu recobriment.
Els folres poden disposar combinant aquests sistemes: així, per exemple, les traques poden ser formades al màxim i unides entre si, a folre tinglat, senzill o doble, o límit també.
Atès que els folres metàl·lics, al contrari que els de fusta, es fan intervenir en gran nombre de casos a la resistència del conjunt, es lliguen les planxes entre si mitjançant de tapajuntes  A   B  quan es col·loquen al màxim. Aquests tapajuntes es posen generalment pel costat dels membres que integren l'esquelet del folre i s'interrompen en ells per evitar que calgui encorbanr-los com passa-continus.
En el sistema de folre tinglat la fixació del folre als membres imposa la col·locació d'unes falques o imbornals que omplin els espais anàlegs al  abcd  (fig. 5)
Quan un folre ha de ser estanc es cus de manera que la separació entre els reblons sigui cinc vegades el seu diàmetre i les costures es calafaten o repiquen. Aquesta operació consisteix a apropar les vores de les planxes entre si i al membre que estan reblades mitjançant un cisell especial emprat a martell o pneumàticament, que obre un petit solc que s'expansiona convenientment el metall.

### Folre exterior
En els bucs metàl·lics, al contrari del que passa en els de fusta, el folre exterior constitueix un dels elements principals de la resistència longitudinal d'un navili. Es disposa en traques longitudinals contínues de manera que les planxes que componen cadascuna van unides pels extremitats al màxim o folre tinglat.
En el primer cas l'ús de tapajuntes transversals es fa indispensable. Les traques entre si solen unir-se a doble folre tinglat.
Quan les juntes dels límits de les planxes es fan a folre tinglat, els ressalts que resulten  ab ,  cd , etc. (Vegeu en fig. 4), es disposen de manera que mirin cap a popa amb el fina que la carena no es presenti desavantatjosament a la resistència de l'aigua durant la marxa avant. De vegades se suavitzen aquests graons amb un arrebossat parcial de ciment.
Si el folre ha de contribuir eficaçment a la resistència longitudinal, cal que no ofereixi línies transversals de mínima resistència. Amb aquesta finalitat ha de complir la condició següent: les juntes transversals són línies febles que s'han de distribuir de manera que es reparteixin convenient i regularment. En general no s'admet en traques contigües dues juntes transversals que no estiguin separades almenys per dues clares entre quadernes. Els laminadors proporcionen per complir aquesta condició planxes de 11 m de longitud. Siguin  ab, a  1  b  1 , a  2  b  2   ... les quadernes,  A, A  1 , A  2   ... les traques i  MNM 'n ' una de les planxes, totes iguals, amb què es constitueix el folre (fig. 7). Sigui  l  la longitud de la planxa i  c  l'ample de la clara entre les quadernes. Si és  l = 4c , l'única distribució possible és la indicada en aquesta figura, en la qual es veu les juntes  mn, m  2  n  2   .. . que cauen en la mateixa clara només disten l'ample  a  d'una traca. Si és  l = 5c , la disposició que s'obté és la de la figura 8 amb una distància entre juntes igual a  4a . Si és  l = 6c , és la distància igual a  2a . Si  l = 7c , resulta  6a . En totes aquestes disposicions les clares tenen igual nombre de juntes transversals  mn, m  2  n  2   ... Poden aconseguir molt diferents distribucions allargant la separació entre les juntes més pròximes de dues traques consecutives, quedant llavors algunes clares sense juntes.

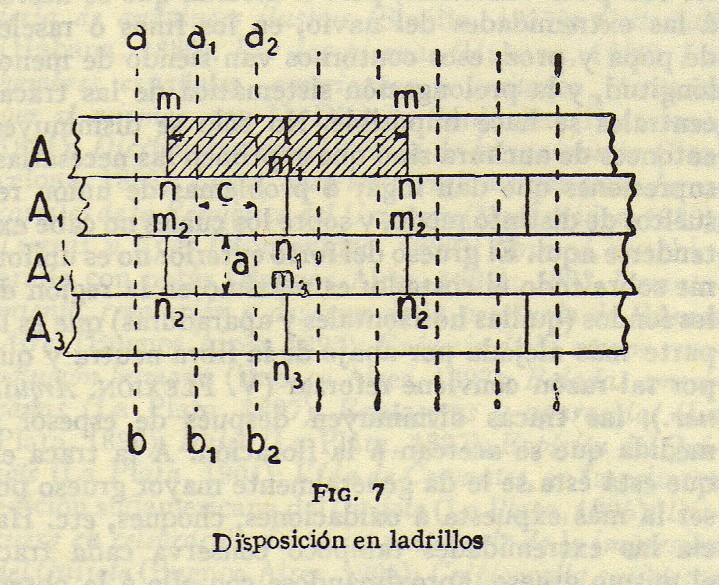
Figura 7.
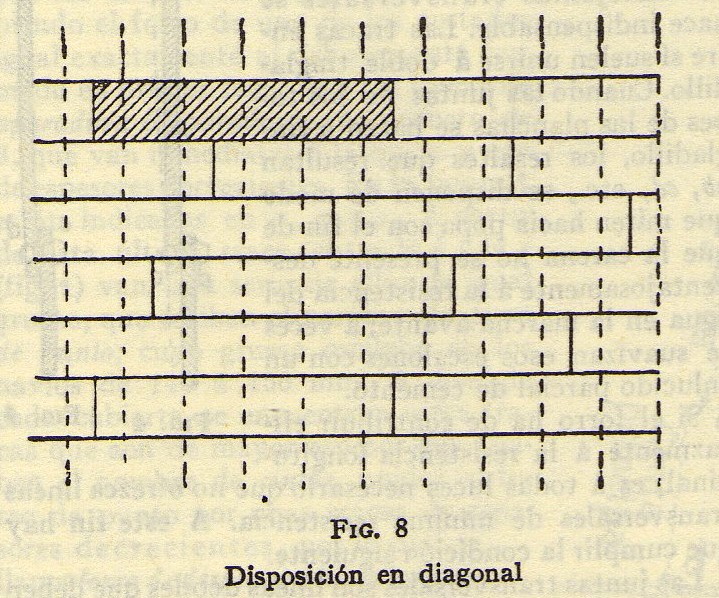
Figura 8.

La distribució de les costures de les traques entre si (costures longitudinals) se subjectes a les regles següents: Per a les de l'obra viva, s'arreglen en posició i nombre perquè quedin compreses entre les clares que deixen entre si les quadernes longitudinals o vagres, les de les quilles horitzontals són paral·leles al pla diametral i la més propera a la flotació horitzontal, les intermèdies es distribueixen de manera que es conservi constant l'amplada de cada traca al màxim. Les de l'obra morta cauen entre les cobertes i es conserven paral·leles a elles.
La constant amplada de les traques només és possible a la regió central, on els desenvolupaments dels contorns transversals són poc diferents, però a mesura que s'acosta a les extremitats del vaixell, en els extrems de popa i proa, aquests contorns van sent de menor longitud, i la prolongació sistemàtica de les traques centrals es fa impossible. No només es disminueixen llavors d'amplada sinó que se suprimeixen les necessàries, supressions que donen lloc a problemes d'unió resolts de diferent manera.
El gruix del folre exterior no és uniforme sobretot el costat: és màxim a la regió dels fons (quilles horitzontals, ..) que és la part més allunyada per sota de la fibra neutra i que per aquesta raó convé reforçar. Les traques disminueixen després de gruix a mesura que s'acosten a la línia de flotació. A la traca en què aquesta se li dona generalment major gruix per ser la més exposada a oxidacions, xocs, etc. Cap a les extremitats tampoc conserva cap traca el mateix gruix, aproximant-se amb això a l'obtenció d'una biga amb la mateixa resistència: el més freqüent és que el gruix de cada traca es conservi constant a la regió central. A partir d'aquesta regió les planxes de cada traca van disminuint d'espessor, excepte les parts del folre en què freguen les àncores i cadenes al "llevar l'ancora", sobretot si les primeres són sense cep.
El folre exterior se subjecta a l'esquelet de la nau mitjançant de reblons que el fixen en sentit transversal a les angulars exteriors de les quadernes i en el longitudinal a les de les vagres.
La subdivisió del doble fons en petits compartiments estancs obliga a unir algunes quadernes de forma estanca al folre.
Les costures de les traques entre si es fan amb dues files de reblons.

### Folre dels ponts i cobertes
Està constituït pro traques longitudinals de planxes, cosides les que constitueixen una traca i aquestes entre si al màxim, amb els tapajuntes per la part inferior si no porta revestiment de taulons de fusta i per la superior si el porta.
La traca propera al costat o paraia és generalment més gruixuda que la resta.
Els folres es reblen sobre les ales dels baus.
En els creuers destinats a prestar servei en estacions navals que no compten amb dics de carena sol adaptar-se al folre d'acer de l'obra viva altre de planxa de coure, amb interposició d'un imbornal corregut de teca, la finalitat és que l'aigua no pugui penetrar fins al folre d'acer. El folre de coure es col·loca per traques longitudinals clavades a l'embornal amb claus de coure.

## Folres metàl·lics soldats

### Bucs d'acer
Amb alguns precedents des de la Primera Guerra Mundial (gavarra AC 1320; vaixell de 420 tones Fullagar, el 1920) el primer ús massiu de bucs soldats data de la Segona Guerra Mundial en els vaixells de transport del tipus Liberty. La construcció soldada era un 11% més econòmica que la construcció reblada i permetia un folre un 30% més lleuger.
En els inicis hi hagué problemes de ruptura fràgil que calgué resoldre.

### Bucs d'alumini
- 1893. El primer iot d'alumini fou anomenat Vendenesse. Tenia un buc amb el folre fet de xapes d'alumini de dos mil·límetres de gruix conformades sobre quadernes d'acer. Les unions eren reblades.[13][14]
- 1894. Torpediner francès La Foudre.[14]
- 1899. Primers torpediners nord-americans amb folre d'alumini.[15][16]
- Els bucs d'alguns hidroavions són d'alumini.[17]

## Vaixells cuirassats

Cuirassat Bismarck. Detalls del blindatge.

En els primers vaixells cuirassats el folre normal de fusta anava protegit amb plaques metàl·liques. Posteriorment, amb vaixells de guerra amb bucs d'acer, el folre i la coberta estaven formats per diferents gruixos de blindatge. El material del blindatge es basava, sovint, en acers aliats de grans resistència.

## Folres d'altres materials
Els folres d'alguns materials diferents dels esmentats poden explicar-se millor a partir de casos particulars.

### Folres de pell
- Caiac esquimal tradicional.[18][19]
  - Els caiacs tradicionals tenien uns sis metres d'eslora i uns 45 cm de mànega. El folre era de pells de foca, cosides sense foradar del tot la pell (amb la finalitat d'obtenir una unió perfectament impermeable) i tensades sobre una estructura lleugera de fusta.[20]
- Umiak.[21]
- Coracle
- Currach.[22][23]

### Folres d'escorça
- Canoes tradicionals.[24]

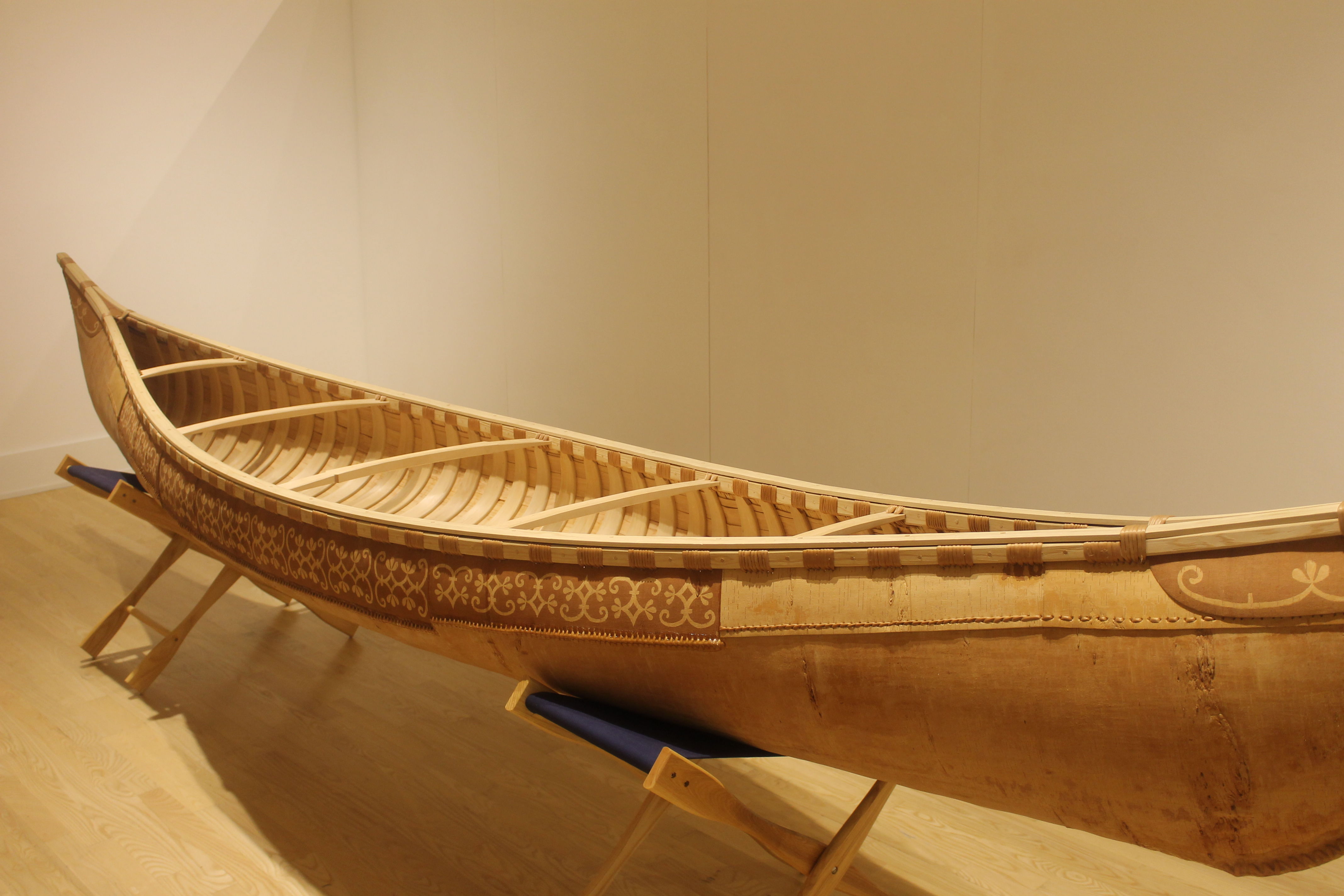
Canoa d'escorça de bedoll.

  - Les canoes dels natius americans tenien un folre d'escorça de bedoll. El fons, la proa i la popa de l'escorça d'un arbre. Cada costat de la canoa de l'escorça d'un altre arbre. L'escorça mullada amb aigua calenta esdevenia prou flexible i es podia conformar sobre una estructura de "quadernes" de cedre. Les costures es cosien amb fines tires vegetals (esquinçades a partir d'arrels apropiades) i es feien impermeables amb una barreja de resina vegetal i seu. Hi ha vídeos que permeten observar el procés amb prou detall.[25]

### Folres de cistell
En sentit ampli els folres formats a partir de branques primes i flexibles trenades (com les branquetes dels salzes) poden anomenar-se "de cistell". Si cal impermeabilitzar-les es pot emprar qualsevol material adequat: betum, barreja de betum i argila, quitrà,...

#### Embarcacions antigues
- Textos cuneiformes que parlen de diversos tipus d'embarcacions: petites de canyes i més grans de fusta. Tercera dinastia d'Ur, Ur III [Erm 4031,4053,7820,14661,15259]
  - Hi havia barques de 10, 20, 60 i 120 gur. I també de 300 gur.
  - Una de les fustes més usades era la fusta anomenada "ma-nu" ("e'ru" en accadi). Identificada amb la fusta de salze (Salix acmophylla).[26]
  - El sistema de construcció d'aquestes barques és un tema controvertit. Els especialistes indiquen des de sistemes basats en feixos de canyes o branques primes fins a un procediment de planxes de fusta encadellades. Sembla molt més probable el primer sistema.
    - Segons un document de Ur III, la construcció d'un vaixell de 120 gur exigia 7.200 peces de fusta ("pegs" en anglès). Cal considerar si es tracta de peces d'encadellats o de simples branques en brut.[27]

#### Embarcacions modernes
Hi ha coracles construïts en diversos països asiàtics, encara en temps actuals, l'estructura dels quals és una mena de cistells. La impermeabilització pot fer-se amb un folre de pell, una lona enquitranada o plàstics flexibles reciclats. El folre d'aquestes embarcacions està format pel cistell i pel folre emprat en cada cas. Hi ha vídeos que mostren diversos processos constructius.

### Embarcacions fetes de resines sintètiques reforçades
L'exemple més típic l'ofereixen les embarcacions popularment anomenades de "fibra de vidre". Dins de la denominació, la variant més divulgada la formen els bucs fets a base de resina poliéster reforçada amb teixits o feltres de fibra de vidre. Hi pot haver altres resines (epoxi…) i altres teixits de reforç (fibra de carboni, kevlar, ...).
La tècnica de l'estructura en sandvitx és relativament freqüent.

### Bucs de formigó
En els vaixells amb buc de formigó el folre és una capa (relativament prima) de formigó associat a una malla de filferro.
- L'any 1918 fou avarat un vaixell de formigó a la platja de Sant Adrià del Besòs.[34]

### Folres d'alumini
A més de vaixells de dimensions relativament grans hi ha una munió de petites barques d'alumini. Es poden construir per soldadura o amb peces reblades. El seu folre és de xapa d'alumini, amb reforços interns també d'alumini.

### Folres de titani
Molts submarins tenen el buc construït de titani.

## Rugositat del folre
Una de les forces components de la resistència total al desplaçament d'un vaixell és la força de fregament de la capa límit de l'aigua respecte de la part submergida del buc. Simplificant el tema, s'ha demostrat que la rugositat del folre incideix de forma negativa en la velocitat del vaixell. Malgrat el criteri general exposat, en alguns casos, un cert grau de rugositat redueix el fregament total i la resistència a l'avanç.

### Solucions
Cal que la part submergida del folre (obra viva) sigui ben llisa i aplicar una pintura que, un cop seca, sigui molt llisa.

### Solucions especials
- Lamiflo.[38]
  - Aquesta millora es basava en una membrana de cautxú dotada d'uns petits claus de separació. La membrana es disposava sobre el folre (els claus en contacte amb el folre) i s'injectava un líquid entre el folre i la membrana. Les proves indicaven una millora de les prestacions del prototipus assajat.
- Cintes adhesives amb microsolcs.[39]
- Variants de superfícies amb efecte de pell de tauró.[40]

## Propietats especials
- En dragamines el buc convé que no sigui magnètic.[41]
- En submarins és important que el folre sigui mal reflector de les ones acústiques dels sonars.
  - Pel damunt del buc metàl·lic sòlid i resistent molts submarins porten un revestiment absorbent de les ones acústiques.[42]

## Problemes diversos

### En general
Un dels problemes més greus de l'obra viva dels vaixells no tractats és el de les incrustacions (fouling en anglès).

### Folres de fusta
- Broma
  - Hi ha molts exemples de vaixells destruïts per la broma.[43]
- Podriment, corcs i fongs.
  - Hi ha diverses causes que, combinades o per separat, poden causar la destrucció d'algunes peces de fusta. Aquest problema actua des de l'interior del vaixell.

### Folres d'acer
- Corrosió
- Defectes dels reblons
- Defectes de soldadura

### Folres d'alumini
- Corrosió
- Defectes dels reblons
- Defectes de soldadura

### Folres de fibra de vidre
- Osmosi
- Deslaminació

### Font
- El contingut d'aquest article incorpora material del Volum 24  de l'Enciclopedia  Universal Il·lustrada  Europeo-Americana  (Espasa), amb copyright anterior al 1945,  que es troba en el domini públic.